# Villers-Châtel
Villers-Châtel là một xã ở tỉnh Pas-de-Calais, vùng Hauts-de-France của Pháp.

## Địa lý
Villers-Châtel có cự ly khoảng 13 dặm (20,9 km) về phía tây bắc Arras, tại giao lộ của các tuyến đường D73E.

## Liên kết ngoài

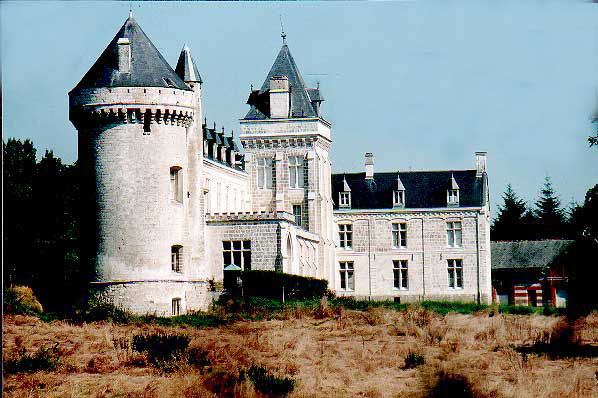
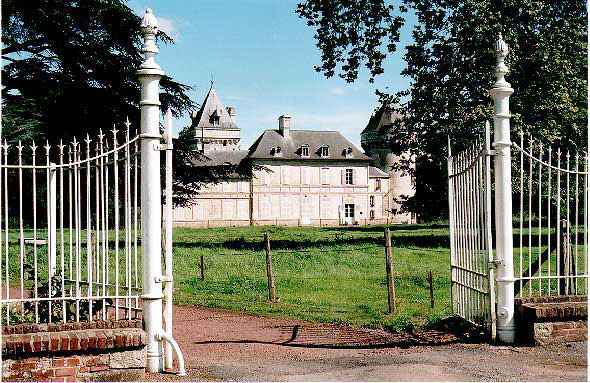
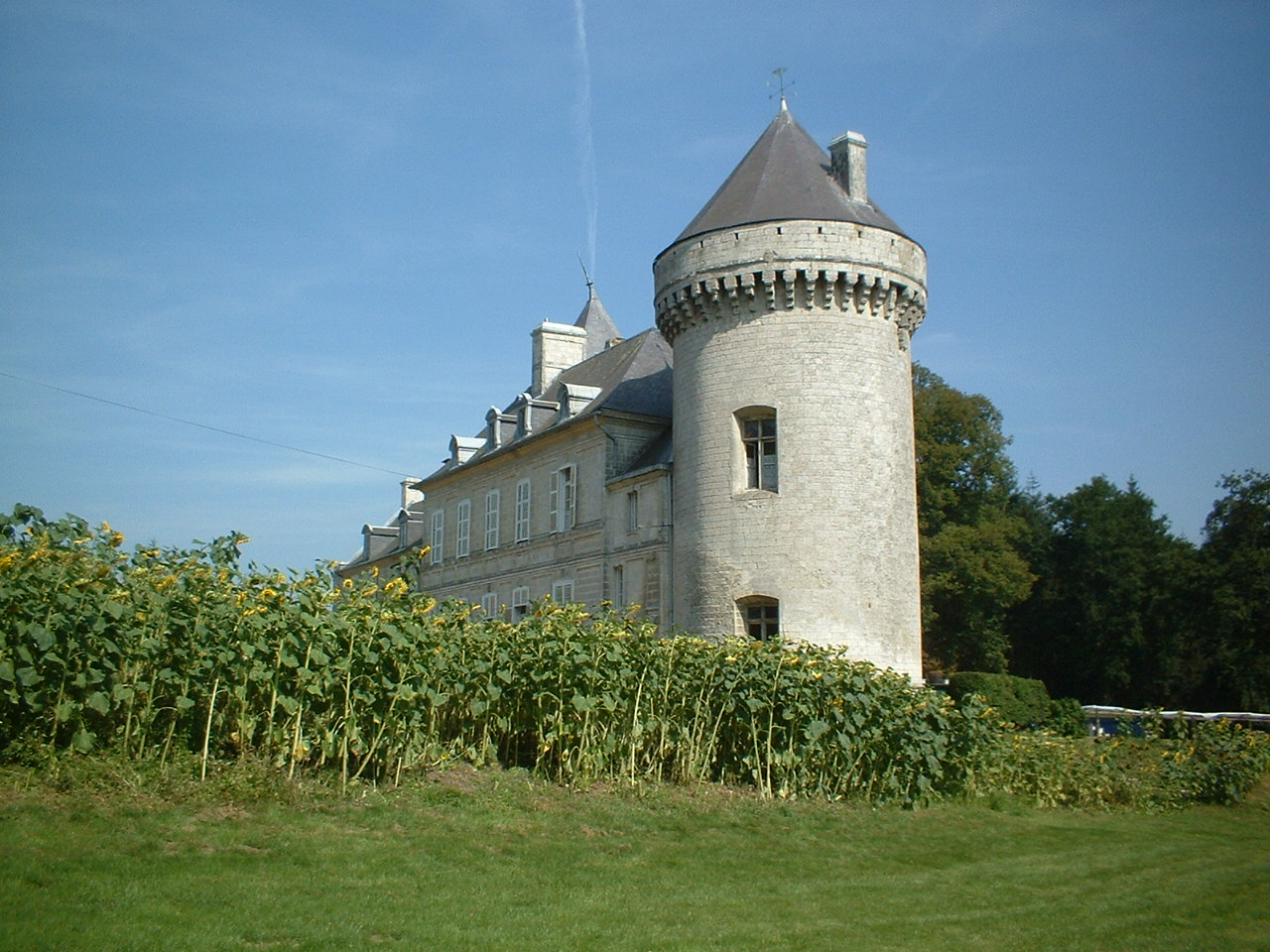

## Dân số
| 1962                                                         | 1968 | 1975 | 1982 | 1990 | 1999 | 2006 |
| ------------------------------------------------------------ | ---- | ---- | ---- | ---- | ---- | ---- |
| 83                                                           | 106  | 76   | 92   | 115  | 123  | 122  |
| Số liệu điều tra dân số từ năm 1962: Dân số không tính trùng |      |      |      |      |      |      |

## Địa điểm nổi bật
- Lâu đài thế kỷ 14.